# ナギーブ・サウィーリス
ナギーブ・サウィーリス
（アラビア語: نجيب ساويرس、Naguib Onsi Sawiris、1954年6月15日 - ）は、エジプトの実業家（億万長者）・政治家である。日本メディアなどでは、ナギブ・サウィリス、ナギーブ・サウィリスとも表記される。
現在は、自身が新設したオラスコム・テレコム・メディア・アンド・テクノロジー（OTMT）という、携帯電話通信系持株会社の会長を務める。
また、2011年4月3日に発足した自由エジプト人党の創設者でもある。

## 父・弟
父は、コプト・キリスト教徒のオンシ・サウィーリス。建設会社（1950年に設立）を母体にオラスコム・グループ（Orascom Group）は、エジプト最大の民間企業グループとして成長を果たした。長男であるナギーブはオラスコム・テレコムの会長を務めた。次男サミーフ・サウィーリス（1957年生）はオラスコム開発会社の、三男ナーセフ・サウィーリス（1960年生）はオラスコム建設の、それぞれトップを務めてきた。

## 活動内容
2010年、カイロのマハムード・ハリール美術館からゴッホの絵画『Poppy Flowers（ケシの花）』（評価額5500万ドル）が盗まれた際には、情報提供者に懸賞金100万エジプトポンドを支払うことを決めた。
かつての金正日や張成沢と会見するなど北朝鮮の最高指導部と関係を持ち、Koryolinkや平壌の柳京ホテルへの投資でも知られた。
エジプト有力紙「アル＝マスリ・アル＝ヨウム」の出資者の一人であり、衛星テレビチャンネル「OTV」及び「OnTV」の創設者でもある。